# Rum (Austria)
Rum è un comune austriaco di 9 048 abitanti nel distretto di Innsbruck-Land, in Tirolo; ha lo status di comune mercato (Marktgemeinde).